# بوئنا ویستا، شهرستان فرانکلین، ایندیانا
بوئنا ویستا (به انگلیسی: Buena Vista) یک منطقهٔ مسکونی در ایالات متحده آمریکا است که در شهرستان فرانکلین، ایندیانا واقع شده‌است. بوئنا ویستا ۳۰۶٫۰۲ متر بالاتر از سطح دریا واقع شده‌است.